# Acido 2,2'-dinitro-5,5'-ditiodibenzoico
L'acido 2,2'-dinitro-5,5'-ditiodibenzoico (o acido 5,5'-ditiobis(2-nitrobenzoico) o reagente di Ellman) è un acido carbossilico ed un nitrocomposto.
A temperatura ambiente si presenta come un solido da bruno a giallo, inodore.
Viene usato per l'analisi qualitativa e quantitativa dei tioli, che reagiscono col composto rompendone il ponte disolfuro e producendo lo ione 2-nitro-5-tiobenzoato (NTB-) che in acqua, a pH neutro o alcalino, si ionizza nel dianione (NTB2-). NTB2- è di colore giallo.

Reazione del DTNB con un tiolo (R-SH).

Questa reazione è veloce e stechiometrica, una mole di tiolo produce una mole di NTB. La concentrazione di NTB2- è misurata con uno spettrofotometro che misura l'assorbanza della soluzione a 412 nm, usando con coefficiente di estinzione molare di 14150/mol·cm per soluzioni tampone diluite e di 13600/mol·cm per soluzioni ad elevate concentrazioni quali il cloridirato di guanidina 6M o l'urea 8M.
Il DTNB reperibile in commercio potrebbe non essere ad elevata purezza, potrebbe quindi richiedere una ricristallizzazione prima dell'uso analitico.
Il reagente di Ellman può essere usato per quantificare tioli a basso peso molecolare sia in soluzioni pure che in campioni biologici, quali il sangue. Può essere usato anche per valutare il numero di gruppi tiolo nelle proteine.